# Rhodobates friedeli
Rhodobates friedeli är en fjärilsart som beskrevs av Petersen 1987. Rhodobates friedeli ingår i släktet Rhodobates och familjen äkta malar.
Artens utbredningsområde är Marocko. Inga underarter finns listade.